# Skulj
Skulj je priimek več znanih Slovencev:
- Andrej Skulj/Škulj (1880—1956), šolnik, sadjar in vrtnar
- Igor Boris Skulj (1946—2022), arhitekt in slikar
- Iztok Skulj, bibliotekar (CTK)
- Saša Skulj (1931—2012), gradbeni inž., statik
- Tomaž Skulj, fizik, pedagog, 1. urednik revije Presek